# NGC 5351
NGC 5351 is een balkspiraalstelsel in het sterrenbeeld Jachthonden. Het hemelobject werd op 16 mei 1787 ontdekt door de Duits-Britse astronoom William Herschel.

## Synoniemen
- UGC 8809
- IRAS 13513+3809
- MCG 6-31-8
- ZWG 190.73
- ZWG 191.8
- KUG 1351+381
- PGC 49359